# 二塚村 (石川県)
二塚村（ふたつかむら）は石川県石川郡に存在した村。

## 地理
- 現在の金沢市北西部に位置する。犀川下流右岸の地域で古くから水田地帯が広がっている。
- 1943年（昭和18年）に金石町と大野村とともに金沢市に編入合併してからは金沢市の地域となる。
- 1970年（昭和45年）以降は北陸自動車道や金沢外環状道路などの道路網の整備や石川県産業展示館や石川県立野球場をはじめとする西部緑地公園の整備が進められ、金沢市の西の玄関口としての体裁を持ち合わせるようになった。

## 歴史
- 二塚村の由来は村内に縄文時代中期の塚（北塚と南塚）が2ヶ所存在したことに由来する（現在の金沢市北塚町と金沢市古府付近）。
- 世帯数は365戸、人口は2,168人（ともに1920年当時）。

## 沿革
- 1889年（明治22年）4月1日 - 町村制の施行により、北笹塚村、南笹塚村、袋畠村、中野村、神合村、専光寺村、野村、二ッ寺村、市川村及び古府村の区域をもって、二塚村が発足する。
- 1943年（昭和18年）12月1日 - 金石町、二塚村及び大野村が金沢市に編入する。

## 合併後
- 金沢市に合併した後、各大字はそれぞれ以下の通りに変更された。
  - 北笹塚（きたささづか）→北塚町（きたづかまち）
  - 南笹塚（みなみささづか）→南塚町（みなみづかまち）
  - 袋畠（ふくろばたけ）→袋畠町（ふくろばたけまち）
  - 中野（なかの）→稚日野町（わかひのまち）
  - 神合（かあい）→佐奇森町（さきもりまち）・神合町（かあいまち）
  - 専光寺（せんこうじ）→専光寺町（せんこうじまち）
  - 野（の）→神野町（かみのまち）
  - 二ッ寺（ふたつでら）→二ッ寺町（ふたつでらまち）
  - 市川（いちかわ）→松島町（まつしままち）
  - 古府（こぶ）→古府町（こぶまち）

※神合町は1963年（昭和38年）から赤土町（あかつちまち）に名称を変更する。